# RASSF1
RASSF1‏ (Ras association domain family member 1) هوَ بروتين يُشَفر بواسطة جين RASSF1 في الإنسان.